# セザー・ヒダルゴ
セザー・A・ヒダルゴ（César A. Hidalgo、1979年12月22日 - ）は、チリ人 - スペイン語 - アメリカ人 の物理学者、作家、起業家。トゥールーズ大学でANITIの議長、マンチェスター大学で名誉教授を務め、ハーバード大学工学部および応用科学部の客員教授を務めた。ヒダルゴは、データの視覚化および配信会社であるDatawheelの創設者。トゥールーズ大学に移籍する前は、MITの教授としてCollective Learningグループで教えていた。
ヒダルゴは経済的複雑性の分野を開拓し、DataUSA、DataViva、DataChile、DataAfrica、Pantheonを含むいくつかのデータ視覚化プラットフォームを作成した。彼は、複雑なシステム、ネットワーク、および経済開発における学術論文を著し、データサイエンスおよび人工知能のアプリケーションを作成した。著作、共著書に『情報と秩序　原子から経済学までを動かす根本原理を求めて』著者であり、"The Atlas of Economic Complexity"の共著者でもある。